# Daewoo Nexia
De Daewoo Nexia is een compacte auto die door Daewoo, later GM Daewoo werd geproduceerd van 1994 tot 2016 als aangepaste versie van de Opel Kadett E. Vanaf 2008 werd de Nexia in herziene vorm geproduceerd door GM Oezbekistan, waar de productie tot augustus 2016 doorging. 

## Geschiedenis
In 1985 begon de productie van verschillende Opel-modellen in de Daewoo-fabrieken, waaronder de Daewoo Racer, een kopie van de Kadett E. In 1994 werd de Racer grondig gemoderniseerd. De nieuwe versie van het model heette Nexia en was als drie- en vijfdeurs hatchback en als vierdeurs sedan beschikbaar.
In andere landen, waaronder India, Roemenië, Iran, Nieuw-Zeeland en de Verenigde Staten werd het model verkocht als Daewoo Cielo, in Chili als Daewoo Pointer. In Thailand heette hij Daewoo Heaven en het model werd in Zuid-Korea op de markt gebracht als Daewoo Super Racer.

### Modificaties
De carrosserie van de Daewoo Nexia is grotendeels identiek aan die van de Opel Kadett E. Het originele model verschilde alleen in details van de Kadett E, mede afhankelijk van het land van verkoop. Zo werd de oorspronkelijke Daewoo Racer in de Verenigde Staten en Canada aangeboden als Pontiac LeMans. De uiterlijke verschillen waren extra knipperlichten in de voorbumper, rode achterlichten, het Pontiac-logo en de typische zijmarkeringslichten.
Wat de Nexia onderscheidt van de Kadett zijn een gemodificeerde voor- en achterkant, evenals andere deurgrepen, andere buitenspiegels (vanaf de facelift), brandstofvulklep bij de hatchback, ontgrendeling van de brandstofvulklep van binnenuit en andere kleinere onderdelen. De achterdeuren van de vijfdeurs Nexia verschillen ook van die van de Kadett E omdat de achterste zijruit van de Racer bleef behouden voor een beter zicht rondom.
De gebruikte motoren waren twee 1,5 liters en een 1,8 liter, de 1,8 (101 pk) werd in Nederland niet aangeboden. De 1,5 liter achtklepper leverde 80 pk en de zestienklepper 90 pk. In Nederland werd de Nexia vanaf 1995 in drie varianten aangeboden: de GLi, GTX en de GLXi. Slechts twee jaar was het model leverbaar maar in totaal werden in Nederland toch 13.346 Nexia's verkocht. Door een behoorlijke standaarduitrusting voor z'n prijsklasse sloeg de Daewoo goed aan in Nederland. Een basis-Nexia had stuurbekrachtiging, airconditioning en een airbag voor de bestuurder.

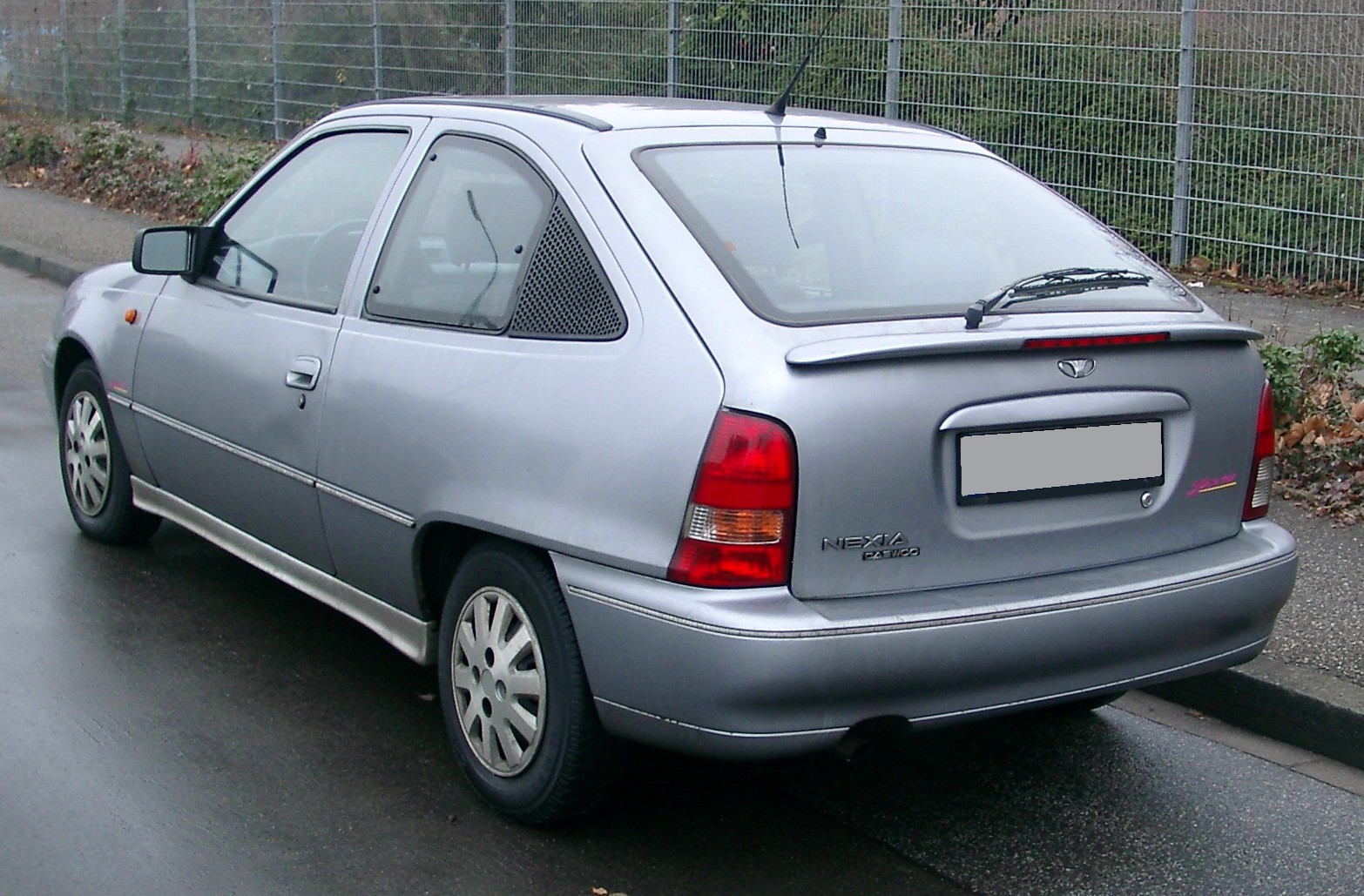
Nexia driedeurs
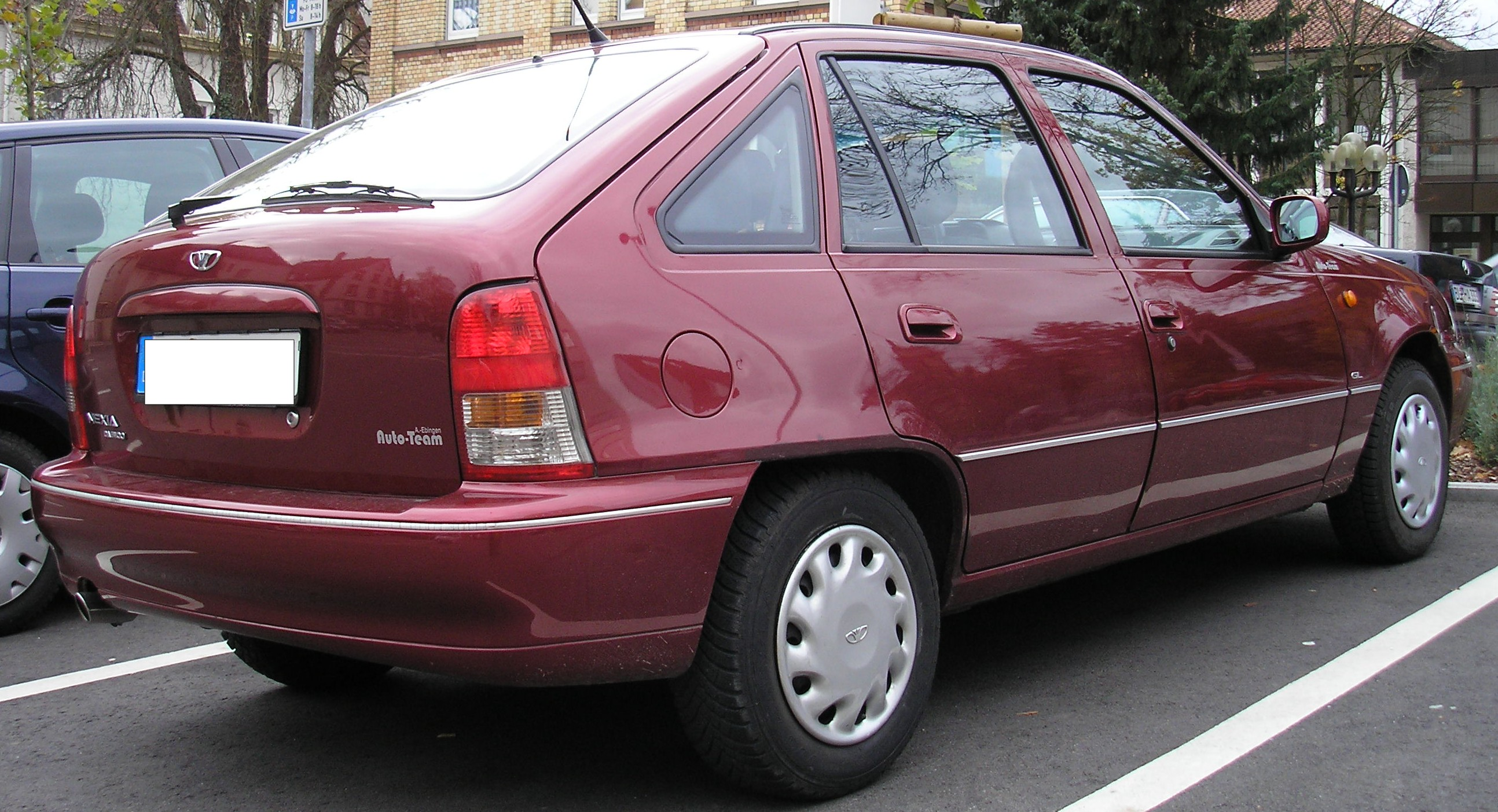
Nexia vijfdeurs
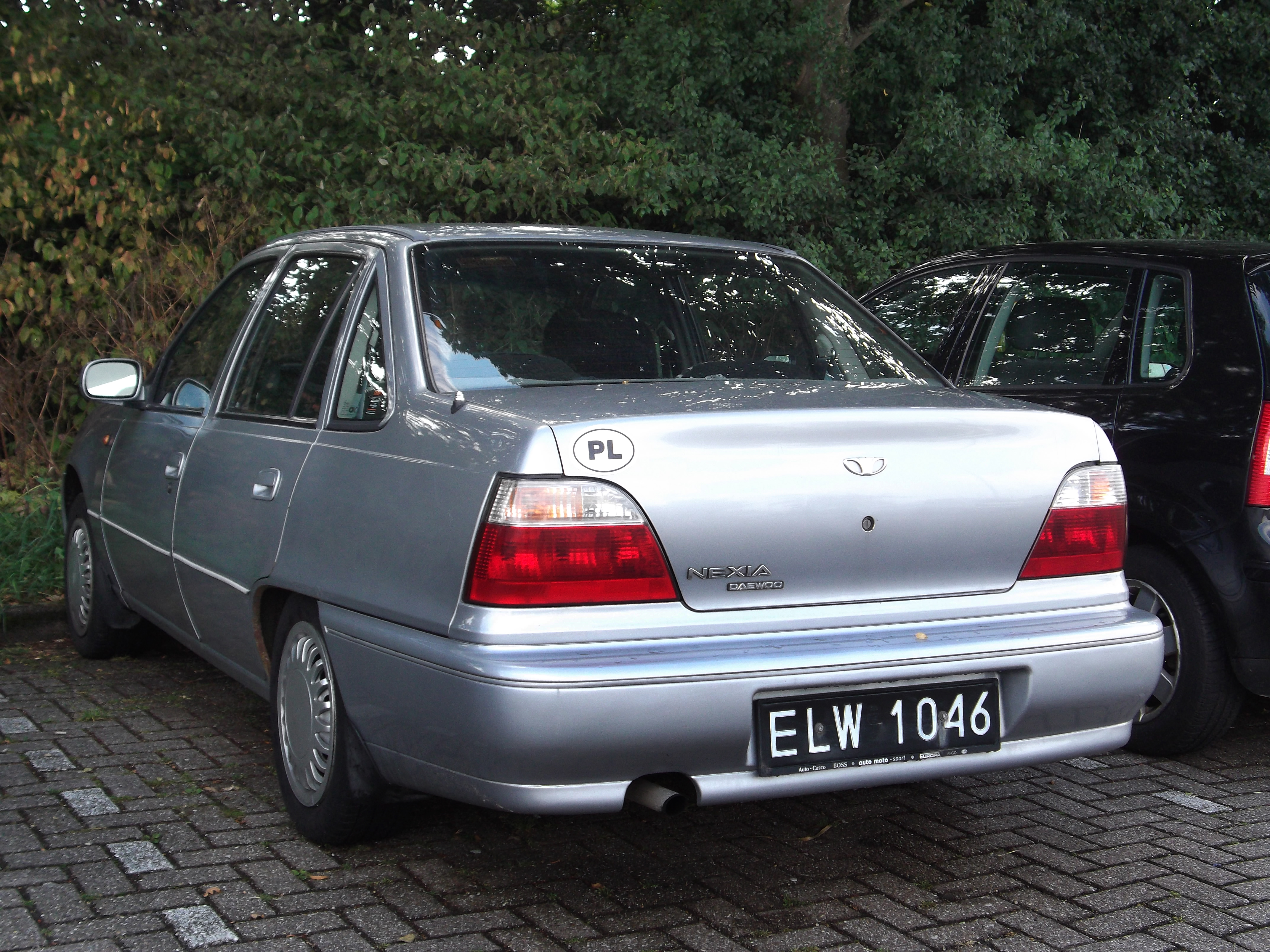
Nexia vierdeurs

### Nexia II

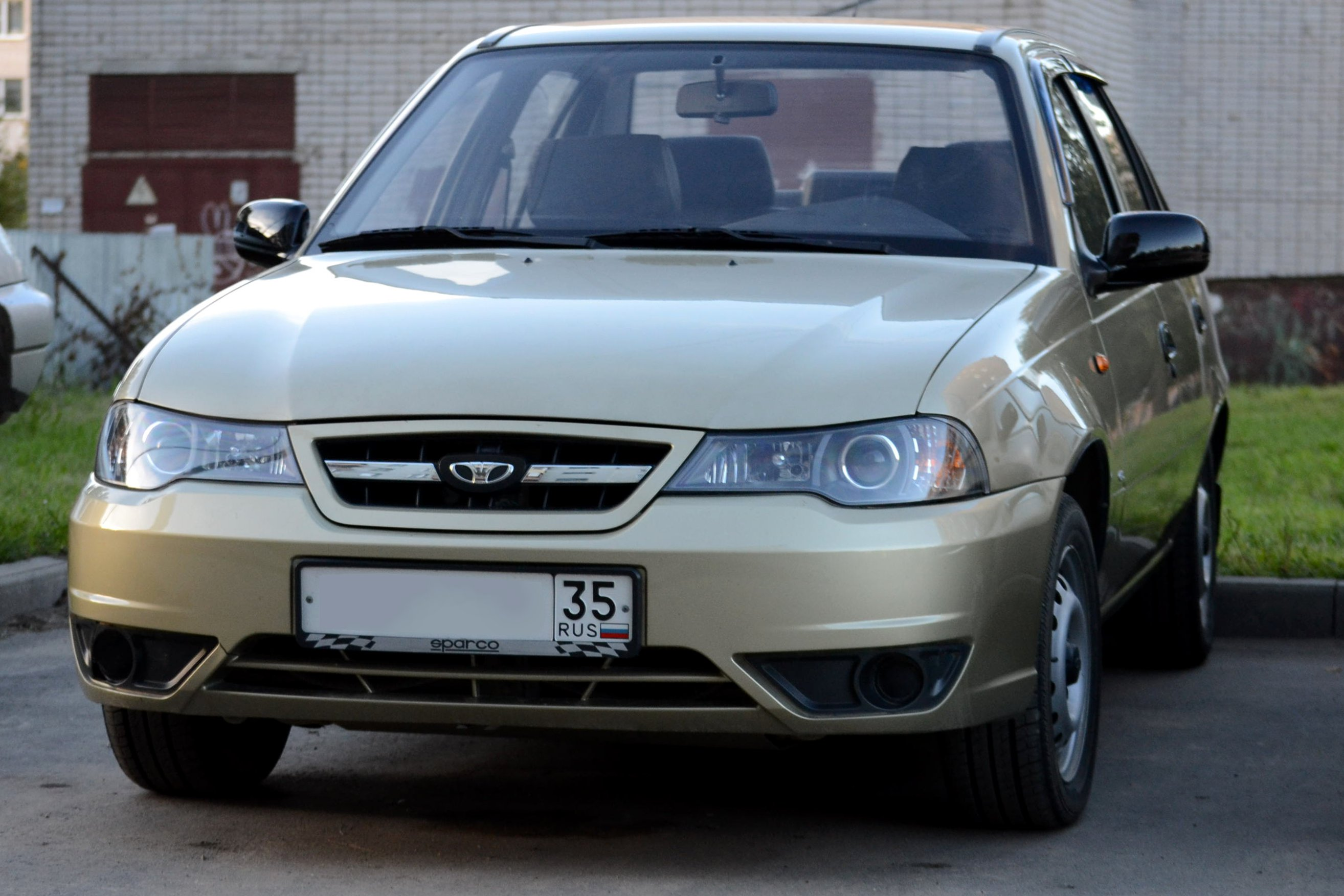
Gemoderniseerde Nexia II

De gemoderniseerde Daewoo Nexia II of Nexia New werd van juli 2008 tot augustus 2016 geproduceerd in Asaka in Oezbekistan en verkocht in Oost-Europese landen, waaronder in Rusland, Oezbekistan en Oekraïne.
De modernisering bestond uit een gefacelifte voor- en achterkant en wijzigingen in het interieur. De standaarduitrusting van het omvatte onder meer automatische airconditioning, parkeersensoren en cd-radio met mp3-speler. De motoren voldeden aan de Euro3-norm en waren afkomstig uit de Daewoo Lanos.
Niet meer geproduceerd: Espero · Evanda · Lanos · Leganza · Lublin · Nexia · Tico
Verder geproduceerd onder noemer Chevrolet: Kalos · Lacetti · Matiz · Nubira · Tacuma